# DN73D
DN73D este un drum național care face legătura între Fântânea și Argeșelu